# Nuno Fernandes (atleta)
Francisco Nuno Fernandes (Porto, 1 de Abril de 1969), atleta português e anterior recordista do salto com vara que também fez a prova do decatlo (prova em que foi também recordista de Portugal durante algum tempo).
Representou o CIPA entre 1985 e 1992 e depois esteve no Futebol Clube do Porto de 1993 a 2004. Foi treinado por Alcino Pereira durante toda a sua carreira desportiva.
Foi o recordista nacional do salto com vara de 1996 até 2013.
Em 1995 nas Universíadas em Fukuoka obtêm no salto com vara uma medalha de bronze o ponto mais alto da sua carreira atlética.
Participou nos Jogos Olímpicos de Barcelona em 1992, Atlanta em 1996 e Sydney em 2000 sempre eliminado nas qualificações no salto com vara.

Participou nos Campeonatos do Mundo em Estugarda em 1993 e em Gotemburgo em 1995 sem conseguir acesso à final na prova de salto com vara.

Participou nos Campeonatos da Europa em salto com vara em 1994 em Helsínquia e em 1998 em Budapeste sem conseguir o acesso à final.
Foi o presidente da Comissão de Atletas Olímpicos entre 2005 e 2009.

## Recordes pessoais
- Salto com vara: 5,66 (Maia - 1996) (Recorde Nacional)
- 110 metros barreiras: 14,46 (Viseu - 1996)
- Decatlo: 7 381 pontos (Lisboa - 1992)

## Palmarés desportivo
Campeonatos Nacionais
- 7 Campeonatos Nacionais Salto com vara (1992 a 1998)
- 1 Campeonato Nacional Decatlo (1992)

Jogos Olímpicos
- (1992 - Barcelona) Salto com vara (qualificações)
- (1996 - Atlanta, Estados Unidos) salto com vara (qualificações)
- (2000 - Sydney, Austrália) salto com vara (qualificações)

Campeonatos do Mundo
- (1993 - Estugarda) salto com vara (qualificações)
- (1995 - Gotemburgo) salto com vara (qualificações)

Campeonatos da Europa
- (1994 - Helsínquia) salto com vara (qualificações)
- (1998 - Budapeste) salto com vara (qualificações)

Universíadas
- (1995 - Fukuoka, Japão) salto com vara (medalha de bronze)